# آنتون کالنیچ
آنتون کالنیچ یک کانوئیس سرعت رومانیایی است که در اواخر دهه ۱۹۶۰ مسابقه داد. وی در بازیهای المپیک تابستانی ۱۹۶۵ در مکزیکو سیتی ، در ماده ۱۰۰۰ متر K-4 به مدال نقره دست یافت. 

کالنیچ همچنین در مسابقات جهانی K-4 1000 متر در مسابقات جهانی ۱۹۶۶ ICF Canoe Sprint در برلین شرقی موفق به کسب مدال طلا شد.